# 한국비엔씨
한국비엔씨(BNC Korea Co., Ltd.)는 대한민국의 바이오 기업이다. 본사는 대구광역시 달서구 성서공단로11길 62 1호관 405호(호산동,대구테크노파크벤처공장)에 위치해 있으며 대표이사는 최완규이다. 

## 제품
히알루론산(HA) 필러, 보툴리눔 톡신 등을 생산한다

## 같이 보기
- 보톡스

## 참고 문헌
1. ↑  김재익, NH투자증권 기업분석보고서-한국비엔씨, 2018년 6월 8일
2. ↑  황재선, 한국비엔씨, 작년 매출 810억… 전년비 91.5% 증가, 히트뉴스, 2024년 2월 26일
3. ↑  한병화, 유진투자증권 기업분석보고서-한국비엔씨, 2020. 03.12